# 核心大战
《核心大战》（又译作）是一款由D·G·瓊斯和A·K·杜德尼在1984年创造的编程游戏，在游戏中两个或更多的战斗程序（称为“战士”）为了控制虚拟计算机而竞争。这些战斗程序是用一种叫做Redcode的抽象汇编语言编写的。

## 游戏设定
在游戏开始时，每个战斗程序都被随机加载到内存中，然后每个程序依次执行一条指令。这个游戏的目标是使对立程序的进程终止（如果它们执行了无效的指令，就会发生这种情况），让获胜的程序独占机器。
最早发布的Redcode版本只定义了8条指令。ICWS-86标准将这个数字增加到10，而ICWS-88标准将其增加到11。当前使用的ICWS-94标准有16条指令。然而，Redcode支持许多不同的寻址模式和(来自ICWS-94)指令修饰符，它们将实际操作的可能数量增加到7168。Redcode标准没有定义底层的指令表示，也没有为程序提供访问它的方法。可以对每条指令中包含的两个地址字段进行算术运算，但指令代码本身支持的唯一运算是复制和比较，以确保相等。